# مقاطعة ليتريم
مقاطعة ليتريم. هي مقاطعة في ايرلندا، في محافظة كوناكت وجزء من المنطقة الحدودية، سميت على قرية يتريم، مجلس مقاطعة ليتريم هي السلطة المحلية للمقاطعة، التي يبلغ عدد سكانها 31798 وفقا لتعداد عام 2011.

## أعلام
- إيلا يونغ
- ويليام كوان
- فنسنت وودز
- كليفورد ريتشاردسون
- جون إليس